# Luciano Mendes de Almeida
Dom Luciano Pedro Mendes de Almeida S.J. (Rio de Janeiro, 5 de outubro de 1930 — São Paulo, 27 de agosto de 2006) foi um religioso jesuíta e bispo católico brasileiro. Foi o quarto arcebispo de Mariana.

## Família
Dom Luciano era filho do Conde Cândido Mendes de Almeida Júnior e Emília de Melo Vieira Mendes de Almeida (segundos Condes Mendes de Almeida); neto do primeiro Conde Mendes de Almeida; bisneto do jurista e senador do Império Cândido Mendes de Almeida; e, por este, trineto de Fernando Mendes de Almeida e tetraneto de João Mendes de Almeida. Também era trineto de Honório Hermeto Carneiro Leão, Marquês de Paraná. Dom Luciano era irmão do acadêmico Cândido Antônio Mendes de Almeida, terceiro Conde Mendes de Almeida e reitor da Universidade Cândido Mendes.

## Estudos e vida religiosa
Fez seus primeiros estudos no Colégio Santo Inácio, no Rio de Janeiro (1941-1945) e no Colégio Anchieta, em Nova Friburgo (1946-1950).
Ingressou na Companhia de Jesus no dia 2 de março de 1947. Realizou estudos na Casa de Formação dos Jesuítas em Nova Friburgo (1951-1953) e na
Pontifícia Universidade Gregoriana, em Roma (1955-1959). Fez seu doutorado em Filosofia na Universidade Gregoriana (1960-1965).
Sua ordenação presbiteral deu-se a 5 de julho de 1958, em Roma. Emitiu seus votos definitivos na Companhia de Jesus no dia 15 de agosto de 1964.

## Atividades antes do episcopado
Foi professor de Filosofia (1965-1972); instrutor da terceira provação na Companhia de Jesus (1970-1975); membro da diretoria da Conferência dos Religiosos do Brasil (1974-1975).

## Títulos
- Doutor Honoris Causa pela Pontifícia Universidade Católica do Paraná (PUCPR). 1989.

## Episcopado
Foi nomeado pelo Papa Paulo VI, no dia 25 de fevereiro de 1976, bispo auxiliar de São Paulo e titular de Túrris em Proconsular. Sua ordenação episcopal deu-se a 2 de maio do mesmo ano, pelas mãos do cardeal Paulo Evaristo Arns, O.F.M., Clemente José Carlos de Gouvea Isnard O.S.B. e Benedito de Ulhôa Vieira.
Exerceu a função de bispo auxiliar na Arquidiocese de São Paulo e responsável pela Pastoral do Menor no período de 1976 a 1988.
O Papa João Paulo II o nomeou arcebispo de Mariana no dia 6 de abril de 1988.
Na Conferência Nacional dos Bispos do Brasil foi secretário-geral no período de 1979 a 1987, e presidente de 1987 a 1995. Na Cúria Romana foi membro do Pontifício Conselho Justiça e Paz (1992 – 2006) e membro da Comissão do Secretariado para o Sínodo (1994-1999). Foi vice-presidente do Conselho Episcopal Latino-Americano (1995-1998); em 1997 foi eleito delegado da CNBB à Assembleia Especial do Sínodo dos Bispos para a América por eleição da assembleia da CNBB e confirmado pelo Papa João Paulo II (1997).
Figura de destaque do episcopado brasileiro, atuou na defesa dos direitos humanos e no serviço aos pobres.

### Iniciativas
Dentre suas iniciativas pastorais, merecem destaque:
1. a reestruturação dos serviços de atendimento pastoral e social na Arquidiocese;
2. a recuperação do acervo histórico, artístico e cultural;
3. um maior investimento nos Meios de Comunicação Social (como a criação do Departamento Arquidiocesano de Comunicação – Dacom);
4. a formação e participação dos leigos e multiplicação dos serviços e casas de atendimento aos idosos, crianças, jovens, homem do campo, dependentes químicos, pessoas carentes e com deficiência;
5. realização anual de assembleias pastorais e encontros dos presbíteros e diáconos;
6. criação da FAM (Faculdade Arquidiocesana de Mariana).[1]

## Lema
In nomine Jesu (Em nome de Jesus).

## Sucessão
Dom Luciano Mendes de Almeida foi o 4º arcebispo de Mariana, sucedeu a Dom Oscar de Oliveira e foi sucedido por Geraldo Lyrio Rocha.

## Ordenações[2]

### Diácono
- Lauro Sérgio Versiani Barbosa (1994)
- José Eudes Campos do Nascimento (1994)
- Valter Magno de Carvalho (1996)
- Edmar José da Silva (2000)
- Danival Milagres Coelho (2001)

### Presbítero
- Antônio Carlos Altieri, S.D.B. (1978)
- Júlio Renato Lancellotti (1985)
- José Eudes Campos do Nascimento (1995)
- Lauro Sérgio Versiani Barbosa (1995)
- Valter Magno de Carvalho (1997)
- Amilton Manoel da Silva, C.P. (2000)
- Edmar José da Silva (2001)
- Danival Milagres Coelho (2002)

### Episcopal
Dom Luciano foi o principal celebrante da ordenação episcopal dos seguintes bispos:
- Jacyr Francisco Braido, C.S. (1995)
- Alessio Saccardo, S.J. (2002)
- José Geraldo da Cruz, A.A. (2003)
- Armando Bucciol (2004)

Dom Luciano foi concelebrante da sagração episcopal de:
- Olívio Aurélio Fazza, S.V.D. (1978)
- Fernando Legal, S.D.B. (1980)
- Aloysio José Leal Penna, S.J (1984)
- Hilário Moser, S.D.B. (1988)
- João Evangelista Martins Terra, S.J (1988)
- Werner Franz Siebenbrock, S.V.D. (1988)
- Emanuel Messias de Oliveira (1998)
- Manuel Parrado Carral (2001)
- Pedro Luiz Stringhini (2001)

## Beatificação
Ao se completarem cinco anos de sua morte, Dom Geraldo Lyrio Rocha anunciou o envio à Congregação para as Causas dos Santos do pedido de autorização para dar início ao processo de beatificação de Dom Luciano. O pedido tem o respaldo de mais de 300 bispos reunidos na assembleia geral da CNBB, em maio de 2011. No dia 27 de agosto de 2014 foi aberto o processo de beatificação, autorizado por aquele dicastério. A partir dessa data, ele passou a ser chamado Servo de Deus.